# Friars Point
Friars Point és una població dels Estats Units a l'estat de Mississipi. Segons el cens del 2000 tenia 1.480 habitants.

## Demografia
Segons el cens del 2000, Friars Point tenia 1.480 habitants, 476 habitatges, i 348 famílies. La densitat de població era de 510,2 habitants per km².
Dels 476 habitatges en un 42% hi vivien nens de menys de 18 anys, en un 27,3% hi vivien parelles casades, en un 39,9% dones solteres, i en un 26,7% no eren unitats familiars. En el 24,6% dels habitatges hi vivien persones soles el 12% de les quals corresponia a persones de 65 anys o més que vivien soles. El nombre mitjà de persones vivint en cada habitatge era de 3,11 i el nombre mitjà de persones que vivien en cada família era de 3,68.
Per edats la població es repartia de la següent manera: un 38,7% tenia menys de 18 anys, un 11,9% entre 18 i 24, un 24,9% entre 25 i 44, un 15,3% de 45 a 60 i un 9,1% 65 anys o més.
L'edat mediana era de 25 anys. Per cada 100 dones de 18 o més anys hi havia 68,9 homes.
La renda mediana per habitatge era de 17.750 $ i la renda mediana per família de 19.500 $. Els homes tenien una renda mediana de 22.386 $ mentre que les dones 16.898 $. La renda per capita de la població era de 10.769 $. Entorn del 38,1% de les famílies i el 44% de la població estaven per davall del llindar de pobresa.

## Poblacions més properes
El següent diagrama mostra les poblacions més properes.